# Friedrichsbrunn
Friedrichsbrunn is een plaats en voormalige gemeente in de Landkreis Harz van de deelstaat Saksen-Anhalt in Duitsland. De plaats maakt deel uit van de gemeente Thale. De plaats heeft als belangrijkste middel van bestaan het toerisme in het Harzgebergte. Friedrichsbrunn telt 1.038 inwoners.

## Geschiedenis
De stichting van Friedrichsbrunn gaat terug tot de 11e eeuw. Friedrichsbronn was toen niet meer dan een aan een bron liggende rustplaats tussen Quedlinburg en Nordhausen.
In 1680 werd op de plek van deze bron een Pruisisch grenswachtershuis neergezet en een buitenpost van het Domein Stecklenberg gesticht. Op bevel van Frederik de Grote vestigden zich hier 50 gezinnen tussen 1773 en 1775. De nieuwe plaats kreeg de naam Friedrichsbrunn.
De toeristische ontwikkeling begon in 1884, toen de eerste gasten hier hun vakantie doorbrachten. De plaats werd voor de Eerste Wereldoorlog een luchtkuuroord met twee sanatoria. Deze zijn zowel in de Eerste als Tweede Wereldoorlog gebruikt als militair hospitaal. Na die Wende kwam het massatoerisme op gang. Het plaatsje richtte zich vanaf die tijd op de individuele gast en mensen die een korte vakantie in de omgeving van Friedrichsbrunn doorbrengen.